# اتفاقية التصديق

الدول الأعضاء في اتفاقية الأبوستيل

اتفاقية لاهاي لإلغاء إلزام التصديق بالنسبة للوثائق العامة الأجنبية، اتفاقية التصديق أو معاهدة التصديق الوافي (بالإنجليزية: The Hague Convention Abolishing the Requirement of Legalisation for Foreign Public Documents) هي معاهدة دولية صاغها مؤتمر لاهاي للقانون الدولي الخاص. وهي تحدد طرائق يمكن من خلالها تصديق وثيقة صادرة في إحدى الدول الموقعة لأغراض قانونية في جميع الدول الموقعة الأخرى. ويسمى مثل هذا التصديق بالتصديق الوافي. وهو تصديق دولي مماثل للتوثيق في القانون المحلي ويكمل عادة التوثيق المحلي من الوثيقة.

## الإجراء
تلصق التصديقات من قبل السلطات المختصة المعينة من قبل حكومة الدولة التي هي طرف في الاتفاقية. تحتفظ قائمة هذه السلطات من قبل مؤتمر لاهاي للقانون الدولي الخاص. أمثلة من السلطات المعينة هي السفارات والوزارات والمحاكم أو الحكومات المحلية. على سبيل المثال في الولايات المتحدة فإنه يوجد وزير خارجية في كل ولاية وله أو لها نواب وعادة ما يكون بجميع السلطات المختصة. في المملكة المتحدة تصدر كل التصديقات من قبل وزارة الخارجية البريطانية في ملتن كينز.
ليكون مؤهلا للأبوستيل يجب أولا أن تصدر وثيقة أو شهادة من قبل ضابط معترف به من قبل السلطة التي ستصدر الأبوستيل. على سبيل المثال فإن وزير خارجية ولاية فيرمونت الأمريكية يحافظ على عينة من التوقيعات من جميع كتاب العدل وذلك لتصديق الوثائق المؤهلة للحصول على التصديقات. وبالمثل فإن المحاكم في هولندا مؤهلة لوضع أبوستيل على كل وثائق البلدية للأحوال المدنية مباشرة. في بعض الحالات قد تكون هناك حاجة للشهادات المتوسطة في البلاد حيث تنبع هذه الوثيقة قبل أن تكون مؤهلة للحصول أبوستيل. على سبيل المثال في مدينة نيويورك فإن مكتب السجلات الحيوية (التي تصدر من بين أمور أخرى شهادات الميلاد) غير معترف به مباشرة من أمين نيويورك. ونتيجة لذلك يجب على كاتب المدينة تصديقها من قبل كاتب مقاطعة نيويورك لتقديم شهادة ميلاد مؤهلة للحصول على أبوستيل. في اليابان تصدر جميع الوثائق الرسمية باللغة اليابانية ثن تقوم وزارة الشؤون الخارجية بتقديمها إلى أبوستيل. في الهند يمكن الحصول على شهادة أبوستيل من وزارة الشؤون الخارجية.

## المعلومات

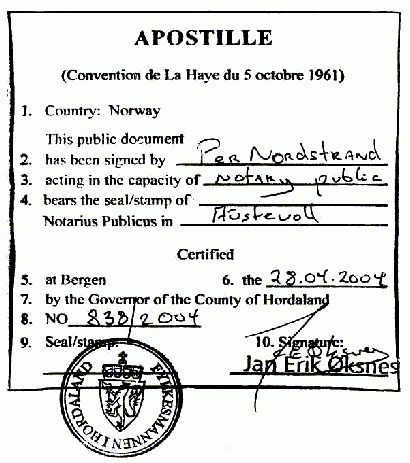
تصديق صادر عن السلطات النرويجية.

عملية التصديق بحد ذاتها تكون إما ختما أو نموذجا مطبوعا يتكون من 10 حقول قياسية مرقمة. في الأعلى تكتب كلمة ’’APOSTILLE‘‘ أي التصديق الوافي وتحتها عبارة ’’Convention de La Haye du 5 octobre 1961‘‘ باللغة الفرنسية وتعني اتفاقية لاهاي 5 أكتوبر 1961. حتى يكون التصديق الوافي مقبولا يجب كتابة هذا النص باللغة الفرنسية (المادة 4 من الاتفاقية). تضاف المعلومات التالية في الحقول المرقمة:
1. البلد [على سبيل المثال هونغ كونغ، الصين].

هذه وثيقة عامة
1. تم التوقيع من قبل [على سبيل المثال هنري شو].
2. الصفة الوظيفية للموقع [على سبيل المثال كاتب عدل].
3. يحمل ختم [على سبيل المثال المحكمة العليا في هونغ كونغ].
4. موثق.
5. في [على سبيل المثال هونغ كونغ].
6. ل... [على سبيل المثال 16 أبريل 2014].
7. من قبل... [على سبيل المثال حاكم منطقة إدارية خاصة من هونغ كونغ، الصين].
8. رقم... [على سبيل المثال 2536218517].
9. ختم... {من سلطة إعطاء التصديق}.
10. التوقيع.

تطبع هذه المعلومات على الوجه الخلفي للوثيقة الأصلية أو تكون مرفقة بها.

## الوثائق المؤهلة للتصديق الوافي
ذكرت الاتفاقية أربعة أنواع من الوثائق:
- وثائق المحاكم.
- الوثائق الإدارية (على سبيل المثال وثائق الحالة المدنية).
- أعمال التوثيق.
- الشهادات الرسمية التي يتم وضعها على وثائق موقعة من قبل أشخاص بصفتهم الشخصية مثل شهادات رسمية لتسجيل المستند أو حقيقة أنه كان في وجود في تاريخ معين والمصادقة الرسمية والتوثيق من التوقيعات.

جميع الوثائق التعليمية وغير التعليمية والوثائق التجارية.

## الإجازة القانونية
يجب على الدولة التي لم توقع على الاتفاقية تحديد كيفية تصديق الوثائق القانونية الأجنبية. قد يكون ما بين البلدين اتفاقية خاصة بشأن الاعتراف بالوثائق العامة ولكن في الواقع هذا أمر نادر. خلاف ذلك يجب أن تكون الوثيقة المصدقة أعدتها وزارة الخارجية من البلاد حيث نشأت هذه الوثيقة ومن ثم من قبل وزارة الخارجية لحكومة الدولة حيث سيتم استخدام الوثيقة وغالبا ما يتم تنفيذ واحدة من الشهادات في السفارة أو القنصلية. وهذا يعني عمليا يجب أن تكون مصدقة من وثيقة مرتين قبل أن يمكن أن يكون لها أثر قانوني في البلد المتلقي. على سبيل المثال باعتبارها غير موقعة فإن الوثائق الكندية للاستخدام في الخارج يجب أن تكون مصدقة من قبل نائب وزير الشؤون الخارجية في أوتاوا أو من قبل مسؤول قنصلي كندي في الخارج وبعد ذلك مكتب الحكومة ذات الصلة أو القنصلية للدولة المستقبلة.

## الدول الأطراف
الاتفاقية نافذة بالنسبة لجميع الأعضاء في الاتحاد الأوروبي وجميع باستثناء 10 من أعضاء مؤتمر لاهاي للقانون الدولي الخاص. أجدد البلدان المنضمة للاتفاقية هما نيكاراغوا (من 14 مايو 2013) والبحرين (من 31 ديسمبر 2013).
| الدولة                 | دخول حيز التنفيذ | التصديق غير معترف به في                   | الملاحظات                                                                                     |
| ---------------------- | ---------------- | ----------------------------------------- | --------------------------------------------------------------------------------------------- |
| ألبانيا                | 9 مايو 2004      | بلجيكا، ألمانيا، اليونان، وإسبانيا        |                                                                                               |
| أندورا                 | 31 ديسمبر 1996   |                                           |                                                                                               |
| أنتيغوا وباربودا       | 1 نوفمبر 1981    |                                           |                                                                                               |
| الأرجنتين              | 18 فبراير 1988   |                                           |                                                                                               |
| أرمينيا                | 14 أكتوبر 1994   |                                           |                                                                                               |
| أستراليا               | 16 مارس 1995     |                                           |                                                                                               |
| النمسا                 | 13 يناير 1968    |                                           |                                                                                               |
| أذربيجان               | 2 مارس 2005      | ألمانيا                                   |                                                                                               |
| باهاماس                | 10 يوليو 1973    |                                           |                                                                                               |
| البحرين                | 31 ديسمبر 2013   |                                           |                                                                                               |
| باربادوس               | 30 نوفمبر 1966   |                                           |                                                                                               |
| بيلاروسيا              | 31 مايو 1992     |                                           |                                                                                               |
| بلجيكا                 | 9 فبراير 1973    |                                           |                                                                                               |
| بليز                   | 11 أبريل 1993    |                                           |                                                                                               |
| البوسنة والهرسك        | 6 مارس 1996      |                                           |                                                                                               |
| بوتسوانا               | 30 سبتمبر 1966   |                                           |                                                                                               |
| بروناي                 | 3 ديسمبر 1987    |                                           |                                                                                               |
| بلغاريا                | 29 أبريل 2001    |                                           |                                                                                               |
| بوروندي                | 13 فبراير 2015   |                                           |                                                                                               |
| الرأس الأخضر           | 13 فبراير 2010   |                                           |                                                                                               |
| كولومبيا               | 30 يناير 2001    |                                           |                                                                                               |
| جزر كوك                | 30 أبريل 2005    |                                           |                                                                                               |
| كوستاريكا              | 14 ديسمبر 2011   |                                           |                                                                                               |
| كرواتيا                | 8 ديسمبر 1991    |                                           |                                                                                               |
| قبرص                   | 30 أبريل 1973    |                                           |                                                                                               |
| التشيك                 | 16 مارس 1999     |                                           |                                                                                               |
| الدنمارك               | 26 ديسمبر 2006   |                                           | غير مطبقة لجرينلاند وجزر فارو                                                                 |
| دومينيكا               | 3 نوفمبر 1978    |                                           |                                                                                               |
| جمهورية الدومينيكان    | 30 أغسطس 2009    | النمسا، بلجيكا، ألمانيا، وهولندا          |                                                                                               |
| الإكوادور              | 2 أبريل 2005     |                                           |                                                                                               |
| السلفادور              | 31 مايو 1996     |                                           |                                                                                               |
| إستونيا                | 30 سبتمبر 2001   |                                           |                                                                                               |
| فيجي                   | 10 أكتوبر 1970   |                                           |                                                                                               |
| فنلندا                 | 26 أغسطس 1986    |                                           |                                                                                               |
| فرنسا                  | 24 يناير 1965    |                                           |                                                                                               |
| جورجيا                 | 24 مايو 2005     | اليونان                                   |                                                                                               |
| ألمانيا                | 13 فبراير 1966   | الهند                                     |                                                                                               |
| اليونان                | 18 مايو 1985     |                                           |                                                                                               |
| غرينادا                | 7 أبريل 2002     |                                           |                                                                                               |
| هندوراس                | 30 ديسمبر 2004   |                                           |                                                                                               |
| هونغ كونغ              | 25 أبريل 1965    |                                           | الاتفاقية لا تزال تنطبق على هونغ كونغ على الرغم من نقل السيادة على هونغ كونغ في 1 يوليو 1997. |
| المجر                  | 18 يناير 1973    |                                           |                                                                                               |
| آيسلندا                | 27 نوفمبر 2007   |                                           |                                                                                               |
| الهند                  | 24 يوليو 2005    | ألمانيا                                   |                                                                                               |
| إيرلندا                | 9 مارس 1999      |                                           |                                                                                               |
| إسرائيل                | 14 أغسطس 1978    |                                           |                                                                                               |
| إيطاليا                | 11 فبراير 1978   |                                           |                                                                                               |
| اليابان                | 27 يوليو 1970    |                                           |                                                                                               |
| كازاخستان              | 30 يناير 2001    |                                           |                                                                                               |
| قيرغيزستان             | 31 يوليو 2011    | النمسا، بلجيكا، ألمانيا، واليونان         |                                                                                               |
| لاتفيا                 | 30 يناير 1996    |                                           |                                                                                               |
| ليسوتو                 | 4 ديسمبر 1966    |                                           |                                                                                               |
| ليبيريا                | 8 فبراير 1996    | بلجيكا، ألمانيا، والولايات المتحدة        |                                                                                               |
| ليختنشتاين             | 17 سبتمبر 1972   |                                           |                                                                                               |
| ليتوانيا               | 19 يوليو 1997    |                                           |                                                                                               |
| لوكسمبورغ              | 3 يونيو 1979     |                                           |                                                                                               |
| ماكاو                  | 4 فبراير 1969    |                                           | الاتفاقية لا تزال تنطبق على ماكاو على الرغم من نقل السيادة على ماكاو في 20 ديسمبر 1999.       |
| مقدونيا                | 17 نوفمبر 1991   |                                           |                                                                                               |
| مالاوي                 | 2 ديسمبر 1967    |                                           |                                                                                               |
| مالطا                  | 3 مارس 1968      |                                           |                                                                                               |
| جزر مارشال             | 14 أغسطس 1992    |                                           |                                                                                               |
| موريشيوس               | 12 مارس 1968     |                                           |                                                                                               |
| المكسيك                | 14 أغسطس 1985    |                                           |                                                                                               |
| مولدوفا                | 16 مارس 2007     | ألمانيا                                   |                                                                                               |
| موناكو                 | 31 ديسمبر 2002   |                                           |                                                                                               |
| منغوليا                | 31 ديسمبر 2009   | النمسا، بلجيكا، فنلندا، ألمانيا، واليونان |                                                                                               |
| الجبل الأسود           | 3 يونيو 2006     |                                           |                                                                                               |
| ناميبيا                | 30 يناير 2001    |                                           |                                                                                               |
| مملكة الأراضي المنخفضة | 8 أكتوبر 1965    |                                           | أروبا، كوراساو، هولندا، وسينت مارتن                                                           |
| نيوزيلندا              | 22 نوفمبر 2001   |                                           |                                                                                               |
| نيكاراغوا              | 14 مايو 2013     |                                           |                                                                                               |
| نييوي                  | 2 مارس 1999      |                                           |                                                                                               |
| النرويج                | 29 يوليو 1983    |                                           |                                                                                               |
| عمان                   | 30 يناير 2012    |                                           |                                                                                               |
| بنما                   | 4 أغسطس 1991     |                                           |                                                                                               |
| الباراغواي             | 30 أغسطس 2014    |                                           |                                                                                               |
| بيرو                   | 30 سبتمبر 2010   | ألمانيا واليونان                          |                                                                                               |
| بولندا                 | 14 أغسطس 2005    |                                           |                                                                                               |
| البرتغال               | 4 فبراير 1969    |                                           |                                                                                               |
| رومانيا                | 13 مارس 2001     |                                           |                                                                                               |
| روسيا                  | 31 مايو 1992     |                                           |                                                                                               |
| سانت كيتس ونيفيس       | 14 ديسمبر 1994   |                                           |                                                                                               |
| سانت لوسيا             | 31 يوليو 2002    |                                           |                                                                                               |
| سانت فنسنت والجرينادين | 27 أكتوبر 1979   |                                           |                                                                                               |
| ساموا                  | 13 سبتمبر 1999   |                                           |                                                                                               |
| سان مارينو             | 13 فبراير 1995   |                                           |                                                                                               |
| ساو تومي وبرينسيب      | 13 سبتمبر 2008   |                                           |                                                                                               |
| صربيا                  | 27 أبريل 1992    |                                           | صدقت باسم صربيا والجبل الأسود                                                                 |
| سيشل                   | 31 مارس 1979     |                                           |                                                                                               |
| سلوفاكيا               | 18 فبراير 2002   |                                           |                                                                                               |
| سلوفينيا               | 25 يونيو 1991    |                                           |                                                                                               |
| جنوب أفريقيا           | 30 أبريل 1995    |                                           |                                                                                               |
| كوريا الجنوبية         | 14 يوليو 2007    |                                           |                                                                                               |
| إسبانيا                | 25 سبتمبر 1978   |                                           |                                                                                               |
| سورينام                | 25 نوفمبر 1975   |                                           |                                                                                               |
| سوازيلاند              | 6 سبتمبر 1968    |                                           |                                                                                               |
| السويد                 | 1 مايو 1999      |                                           |                                                                                               |
| سويسرا                 | 11 مارس 1973     |                                           |                                                                                               |
| تونغا                  | 4 يونيو 1970     |                                           |                                                                                               |
| ترينيداد وتوباغو       | 14 يوليو 2000    |                                           |                                                                                               |
| تركيا                  | 29 سبتمبر 1985   |                                           |                                                                                               |
| أوكرانيا               | 22 ديسمبر 2003   |                                           |                                                                                               |
| المملكة المتحدة        | 24 يناير 1965    |                                           | بما في ذلك تاج وأقاليم ما وراء البحار البريطانية.                                             |
| الولايات المتحدة       | 15 أكتوبر 1981   |                                           |                                                                                               |
| الأوروغواي             | 14 أكتوبر 2012   |                                           |                                                                                               |
| أوزبكستان              | 15 أبريل 2012    | النمسا، بلجيكا، ألمانيا، واليونان         |                                                                                               |
| فانواتو                | 30 يوليو 1980    |                                           |                                                                                               |
| فنزويلا                | 16 مارس 1999     |                                           |                                                                                               |
| تونس                   | 1 مارس 2019      |                                           |                                                                                               |
| السعودية               | 7 ديسمبر 2022    |                                           |                                                                                               |

## المخالفات
التصديق لا يعطي معلومات بشأن نوعية الوثيقة ولكن يشهد توقيع وصحة الختم على الوثيقة التي يجب أن تكون مصدقة. في عام 2005 مسحها أعضاء مؤتمر لاهاي وأصدر تقريرا في ديسمبر 2008 والذي أعرب عن مخاوف جدية حول شهادات الدبلوما بعنوان «تطبيق تصديق الاتفاقية على الدبلوما». تم تسليط الضوء على انتهاكات محتملة للنظام «مثير للقلق بشكل خاص هو الاستخدام المحتمل لمؤهلات الدبلوم للتحايل على الضوابط والهجرة وربما من قبل الإرهابيين المحتملين». الخطر يأتي من حقيقة أن مختلف الطوابع الحكومية تعطي الوثيقة جو من الأصالة بعد أن يتم فحص الوثيقة الأساسية. «يجوز إصدار شهادة رسمية تتطلع إلى نسخة من مؤهل الدبلوم ثم بعد ذلك يصدر بحقه التصديق من دون التثبت من التوقيع على أي وقت مضى ناهيك عن محتويات الدبلوم». وأشارت الدول الأعضاء حول المزيد من «أنها ستكون مضطرة لإصدار التصديق للحصول على شهادة من نسخة مصدقة من شهادة صادرة عن الدبلوم». أبدى مؤتمر لاهاي عن قلقه بشأن ما إذا كان هذا الموضوع قد يؤثر على الاتفاقية بأكملها.
في فبراير 2009 قرر مؤتمر لاهاي تعديل الصياغة على التصديق بأن يوضح أن لا أحد يتحرى ما إذا كانت الوثيقة التي يجري التصديق عليها حقيقية أو وهمية. كانت الصياغة الجديدة لاستخدامها.